# Monsonia speciosa
Monsonia speciosa är en näveväxtart som beskrevs av Carl von Linné. Monsonia speciosa ingår i släktet hottentottnävor, och familjen näveväxter. Inga underarter finns listade i Catalogue of Life.